# Lycozoarces regani
Lycozoarces regani  (лат.) — морская рыба монотипического рода Lycozoarces в монотипическом подсемействе Lycozoarcinae семейства бельдюговых.

## Таксономия
Впервые описан советским ихтиологом Александром Михайловичем Поповым в 1933 году. Голотип представляет собой самку, выловленную на глубине 70 м в Татарском проливе, хранится в ЗИН РАН (№ 29987). Позднее А. М. Попов описал ещё один вид Lycozoarces hubbsi по голотипу самца, выловленного в Охотском море; хранится в ЗИН РАН (№ 26566). Впоследствии данный вид признан синонимом Lycozoarces regani. Выявленные ранее различия между видами обусловлены половым диморфизмом. Видовой эпитет дан в честь британского  ихтиолога Чарльза Ригана (1848—1943).

## Описание
Максимальная длина тела 17,6 см. Тело удлинённое, сжатое с боков, без чешуи. Голова большая, её длина составляет 1/5 от общей длины тела. Многочисленные поры на голове хорошо развиты. Губы мягкие. Зубы есть на челюстях, сошнике и нёбе. Под глазами 5—6 костных пластин, расположенных полукругом. Жаберные перепонки соединены между собой, но не приращены к истмусу. Боковая линия изгибается вниз в начале спинного плавника. Позвонков 65—71. Длинные спинной и анальный плавники соединены с хвостовым плавником. В спинном плавнике 66—68 мягких лучей, а в анальном 51—53 мягких лучей. В хвостовом плавнике 11—13 лучей. В скелете хвостового плавника две эпуралии с 2—3 лучами. Характерным признаком вида является наличие брюшных плавников с 3 мягкими лучами.
Характерен половой диморфизм. У самцов более длинная голова и верхняя челюсть; больше высота лучей в спинном и анальном плавниках; меньше диаметр глаза; более тёмная окраска тела.
Тело коричневатое, по телу и спинному и анальному плавникам разбросаны тёмные пятна. Анальный и брюшные плавники тёмные у самцов и светлые у самок. Грудные плавники тёмные с грязно-белым основанием. Ротовая и жаберная полости светлые.

## Ареал
Распространены в западной части Тихого океана, в Японском и Охотском морях от севера Японии до Татарского пролива и западной Камчатки. 
Морские демерсальные рыбы. Обитают на глубинах от 50 до 300 м.